# Made in Abyss
Made in Abyss (メイドインアビス, Meido in Abisu) é uma série de mangá voltada ao público seinen, escrita e ilustrada por Akihito Tsukushi. A história gira em torno de uma cratera numa ilha perdida, descoberta há cerca de 1900 anos, de origem e profundidade desconhecidas. Denominada de “Abismo”, a gigante abertura abriga restos de antigas civilizações e criaturas fantásticas no fundo de suas muitas camadas levando exploradores a enfrentarem incontáveis perigos em busca de aventura e prestígio. Nesse ambiente, Riko, uma menina de doze anos, parte em uma jornada ao fundo do Abismo em busca de sua mãe.
Inicialmente serializado na revista online Web Comic Gamma, o título foi posteriormente compilado em volumes tankōbon pela editora japonesa Takeshobo. O sucesso da série garantiu-lhe a nomeação ao prêmio da 11.a edição do Grande Prêmio de Mangá (Manga Taisho). No Brasil, foi licenciado pela editora NewPOP.
Com o sucesso da versão impressa, a obra recebeu uma adaptação para anime pelo estúdio japonês Kinema Citrus, tendo sido exibida em 2017, e renovada para uma segunda fase, a ser anunciada. A boa recepção à versão animada garantiu-lhe a premiação no evento Crunchyroll Anime Awards de 2017, nas categorias de Anime do Ano e Melhor Trilha Sonora.
No Brasil, o Animê está disponível no Serviço de Streaming Hidive (Pertencente a Sentai Filmeworks), com áudio em Japonês e Legendas em Português.
O primeiro filme da série, intitulado de Made In Abyss:Journey’s Dawn, estreou em 4 de Janeiro de 2019, já o segundo filme, intitulado de Made in Abyss: Wandering Twilight, estreou no dia 18 de Janeiro de 2019

## História
No mar de Beoluska, em uma ilha descoberta há cerca de 1900 anos, foi estabelecida a cidade de Orth. A cidade circunda uma enorme e estranha cratera que se estende até as profundezas da Terra, denominada, por isso, de Abismo. O Abismo abriga artefatos e vestígios de civilizações há muito desaparecidas, além de criaturas únicas, tornando-o assim um local de grande atração para investigações pelos chamados Exploradores de Cavernas, indivíduos que se encarregam de árduas e perigosas missões de descidas ao interior da gigantesca abertura a fim de investigar seus segredos. Esses destemidos aventureiros precisam se preocupar não só com a descida, mas também com o retorno, pois este representa outro perigo, devido à “maldição do abismo"; um mal misterioso e muitas vezes fatal, que se manifesta sob a forma de variados sintomas físicos, naqueles que retornam à superfície. Quanto mais fundo se vai, mais acentuados são os efeitos da maldição; poucos foram aqueles que sobreviveram às regiões mais baixas para contar suas experiências.
E é neste cenário que encontra-se Riko, uma menina nascida na cidade de Orth, e atualmente residente do orfanato Belchero. Juntamente com outras crianças, Riko participa de escavações além de estudar sobre a natureza do Abismo no intuito de seguir os passos de sua mãe, Lyza, uma lendária exploradora, figura heroica do local e intitulada um Apito Branco.
Durante uma de suas expedições, Riko encontra-se com um robô com a aparência de um garoto, a quem ela dá o nome de Reg, e com quem faz amizade. O menino-robô, junta-se ao time e passa a fazer parte dos moradores do orfanato. Pouco tempo depois, Riko é informada de que artefatos enviados por Lyza, do fundo do Abismo, foram recuperados. Entre esses itens está uma mensagem, escrita em um artigo de origem desconhecida, pedindo para que a encontre no fundo do abismo. Acreditando tratar-se de um pedido direto de sua mãe, Riko decide se aventurar no interior da cratera e se despede de seus amigos partindo para o abismo acompanhada de Reg. Mesmo sabendo dos riscos que corre, e do fato inevitável de que nunca mais poderá retornar à superfície devido à maldição do abismo, ela segue sua jornada desafiando esse misterioso mundo.

## Elementos da história
O mundo de Made in Abyss traz o conceito de hierarquia por Apitos e suas cores, explorações em direção ao centro da Terra, criaturas e monstros predadores, doenças de causas inexplicáveis, maldições e transmutações humanas.
Um dos principais elementos da série é o Abismo, um enorme sítio arqueológico que abriga restos de antigas civilizações, artefatos de aparência única e funções irreproduzíveis pela tecnologia corrente, além de uma fauna e flora peculiares, e por vezes perigosas. Ele é representado fisicamente por uma enorme cratera, localizada em uma ilha perdida no mar, de interior dividido em camadas em razão das enormes diferenças apresentadas entre elas, seja de fauna ou flora, ou até mesmo de condições ambientais.
Aventureiros e curiosos, fascinados pelos mistérios de seu interior, tornam-se exploradores “certificados”. A esses indivíduos são conferidos o título de Apito. O título é entregue em reconhecimento às suas habilidades de escavação, capacidade de sobrevivência e tolerância aos efeitos da chamada Maldição do Abismo. Este, está também relacionado aos limites de acesso à determinadas camadas do Abismo. A hierarquia obedece a seguinte ordem: aos aspirantes, um sino, seguido de cinco níveis de Apitos: Vermelho, Azul, da Lua, Preto e Branco.
A Maldição do Abismo, outro elemento presente na história, é uma condição de causa e natureza ainda desconhecidas. O Abismo possui circunstâncias singulares que inviabilizam seu estudo pelo exterior, obrigando aos interessados uma visita em pessoa. E, embora a descida apresente condições hostis aos humanos, os efeitos do retorno sobre eles representam desafios ainda maiores. Denominada de tensão de ascensão, essa força invisível se manifesta na forma de sintomas que se agravam de maneira abrupta ao se passar de uma camada para outra. Quanto mais profundo o nível em que o indivíduo se encontre, mais severos serão seus sintomas. Um dos casos mais extremos está relacionado à sexta camada, de onde os seres humanos, ao retornarem, podem chegar a morrer ou a se transmutar de tal forma que se tornem irreconhecíveis. O resultado dessa deformidade é então conhecido por amorfo (成れ果て, narehate): massas disformes desprovidas de alma e intelecto humanos.

## Personagens
Os personagens foram listados e agrupados pelos locais de origem ou sequência de eventos da história.

### Principais
Riko (リコ, Riko)
Seiyū: Miyu Tomita (富田美優, Tomita, Miyu)
Riko é uma menina de doze anos, fascinada pelos mistérios do Abismo e uma Apito Vermelho. Residente do orfanato Belchero desde o desaparecimento de sua mãe aos dois anos de idade, a garota é filha de Lyza, uma lendária Apito Branco, conhecida pelo título de A Aniquiladora. Viva e curiosa, Riko demonstra possuir raciocínio lógico e habilidades investigativas que a tornam uma excelente exploradora, sendo também capaz de tomar decisões mesmo diante de situações de grande pressão, e tem rumores que ela tem uma queda pelo reg.
Reg (レグ, Regu)
Seiyū: Mariya Ise (伊瀬茉莉也, Ise, Mariya)
De origem e idade desconhecidas, Reg é um robô com aparência de um menino por volta dos doze anos de idade. Sem memórias anteriores ao seu encontro com Riko, ele é denominado um aubade por ela. Com um corpo feito de um material extremamente resistente e desconhecido, presume-se que seja um produto do Abismo. Embora exiba uma força extraordinária, Reg é impressionável e ingênuo, sendo facilmente enganado ou assustado por rumores ou histórias de terror.
Nanachi (ナナチ, Nanachi)
Seiyū: Shiori Izawa (詩織井澤, Izawa, Shiori)
Exibindo uma aparência de coelho, com longas orelhas e pelagem macia, Nanachi é um sobrevivente da tensão de ascensão da sexta camada. Uma exceção entre as exceções, Nanachi é um amorfo (成れ果て, narehate) que foi capaz de manter sua mente humana. Com atitude muitas vezes irônica, sua personalidade oculta uma pessoa gentil e generosa. Em japonês, Nanachi faz uso de pronomes neutros, o que torna ambíguo o seu gênero. De acordo com o autor, isso foi feito propositadamente.

### Orfanato Belchero
Jiruo (ジルオ, Jiruo)
Seiyū: Taishi Murata (村田太志, Murata, Taishi)
Instrutor no orfanato Belchero, Jiruo é um Apito da Lua e responsável por Riko e sua turma. Como aprendiz, foi discípulo de Lyza, a lendária Apito Branco, conhecendo de perto a pessoa além da fama. Rígido no treinamento de seus aprendizes, Jiruo demonstra grande preocupação e cuidado no tratamento das crianças do orfanato.
Kiyui (キユイ, Kiyui)
Seiyū: Manami Hanawa (塙愛美, Hanawa, Manami)
Integrante mais novo do círculo de amigos de Riko, é o único a ainda usar o sino, devido à pouca idade. Esperto e inteligente, é figura frequente nos planos das crianças do orfanato. Vítima da doença do aniversário, até o momento, Kiyui é o único sobrevivente de que se tem conhecimento. Após ter sido levado por Jiruo para fora da ilha, o menino tem uma inexplicável recuperação.
Nat (ナット, Natto)
Seiyū: Mutsumi Tamura (田村睦心, Tamura, Mutsumi)
Principal rival de Riko nas escavações como Apito Vermelho, o garoto demonstra ter sentimentos especiais por ela. A história usada por Reg quando foi admitido no orfanato é, na realidade, o passado de Nat. Nascido nas favelas de Orth, foi admitido em Belchero depois que sua irmã mais velha, e única família, morreu. Foi contra a ideia de Riko e Reg descerem para o Abismo, porém, acaba por ajudar a dupla no dia marcado guiando-os até a plataforma de acesso existente nas proximidades do cais.
Shiggy (シギー, Shigī)
Seiyū: Manami Numakura (沼倉愛美, Numakura, Manami)
O cérebro da turma. Quando Riko decide iniciar sua aventura pelo Abismo, Shiggy pega clandestinamente, do escritório da diretora, o livro que contém detalhes sobre a vegetação e criaturas de cada camada do Abismo para que Riko possa estudá-las antes da viagem.

### Habitantes de Orth
Habolg (ハボルグ, Haborugu)
Seiyū: Tetsu Inada (稲田徹, Inada, Tetsu)
Um conhecido Apito Preto e amigo das crianças do orfanato Belchero. É ele o explorador que traz o apito de Lyza do Abismo, juntamente com uma mensagem. Após a decida de Riko e Reg ao Abismo, ele vai ao encontro das duas crianças e oferece-se para guiá-las até o Acampamento dos Buscadores, surpreendendo-as. Ele revela ter sido procurado por Nat e Shiggy e convencido a ajudar a dupla a escapar até a segunda camada, no entanto, tem sua oferta recusada pela menina que decide seguir a viagem apenas com Reg como parte de um desafio pessoal. Como todo explorador de cavernas, Haborugu sonha em se tornar um Apito Branco no futuro.
Laffy (ラフィー, Rafī)
Seiyū: Hitomi Nabatame (生天目仁美, Nabatame, Hitomi)
Esposa de Habolg e dona de uma loja em Orth. Conhecida das crianças, tem bastante carinho por Riko, e admira a fascinação e conhecimento da menina sobre assuntos relacionados aos Abismo.

### Acampamento dos Buscadores
Marulk (マルルク, Maruruku)
Seiyū: Aki Toyosaki (豊崎愛生, Toyosaki, Aki)
Um dos residentes do Acampamento dos Buscadores, Marulk é um Apito Azul e aprendiz de Ōzen que trabalha como assistente no observatório. Devido a um incidente ocorrido no passado, o garoto acabou escolhendo permanecer no Acampamento. Sua longa estadia na segunda camada, no entanto, acabou causando uma alteração em sua visão, deixando-o sensível à luz da superfície. Como resultado, Marulk nunca mais retornou a ela.
Ōzen, a Imóvel (動かざるオーゼン, Ugokazaru Ōzen)
Seiyū: Sayaka Ōhara (大原さやか, Ōhara, Sayaka)
Responsável pelo Acampamento dos Buscadores, Ōzen é parte do seleto grupo de Apitos Brancos. Conhecida pelo título de Ōzen, a Imóvel, foi mestra de Lyza, mãe de Riko, e atualmente vive com Marulk no Acampamento dos Buscadores. Possui uma força extra-humana graças ao uso de uma relíquia conhecida por “Mil Pinos" que, entre outras características, lhe garante maior longevidade. Apesar de sua aparência jovem, Ōzen já era uma Apito Branco há mais de cinquenta anos.

### Apitos Brancos
Lendários exploradores que ultrapassaram os limites de um explorador comum e marcaram seu nome na história com suas descobertas. Reduzidos em número, apenas os seguintes nomes são conhecidos:
Lyza, A Aniquiladora (殲滅のライザ, Senmetsu no Raiza)
Seiyū: Maaya Sakamoto (坂本真綾, Sakamoto, Maaya)
Mãe de Riko e ex-aprendiz de Ōzen. Descrita por Jiruo como uma pessoa “audaciosa e ardilosa, dada à embriaguez, rápida para arranjar brigas e sempre indo longe em suas travessuras”. Lyza é uma das lendárias Apitos Brancos, conhecida pelo título de A Aniquiladora. Após ter dado à luz a Riko no Abismo, Lyza saiu novamente para uma expedição da qual somente seu apito branco retornou após dez anos de desaparecimento.
Ōzen, a Imóvel (動かざるオーゼン, Ugokazaru Ōzen)
Seiyū: Sayaka Ōhara (大原さやか, Ōhara, Sayaka)
Responsável pelo Acampamento dos Buscadores.
Bondrewd, O Curioso (新しきボンドルド, Atarashiki Bondorudo)
Seiyū: Toshiyuki Morikawa (森川智之, Morikawa, Toshiyuki)
Responsável pela Idofront, uma enorme base localizada na quinta camada, onde vive e conduz pesquisas sobre o Abismo.
Wakuna, A Escolhida (選ばれしワクナ, Erabareshi Wakuna)

Pouco se sabe além de seu nome.
Srajo, O Misterioso (神秘のスラージョ, Shinpi no Surājo)

Pouco se sabe além de seu nome.

## O Mundo deMade in Abyss

### Camadas do Abismo
Centro da história, o Abismo é uma gigantesca cratera de aproximadamente mil metros de diâmetro, descoberta em uma ilha no mar de Beoluska há 1900 anos. Seu interior, dividido em camadas, abriga criaturas exóticas e restos de antigas civilizações; tais artefatos e natureza, por muitos anos, têm atraído a atenção de exploradores em busca de aventuras. Embora conhecida, a região permanece ainda não totalmente mapeada. Devido a um estranho fenômeno, manifestado sob a forma de uma densa névoa, sua exploração deve ser realizada pessoalmente, não sendo possível perscrutar seu interior a partir da superfície. Além disso, uma misteriosa condição previne que se alcance seu fundo facilmente.
Camada 1
A Borda do Abismo (アビスの淵, Abisu no Fuchi)
- Profundidade: 1350 metros
- Tensão de ascensão: tontura leve e náusea.
- A primeira camada, mais superficial, é bastante iluminada, de terreno rochoso encoberto por uma relva verde e repleta de árvores petrificadas. Os seres que habitam essa camada, apesar de exóticos, são inofensivos. Ocasionais criaturas da segunda camada se fazem presentes em busca de alimento.

Camada 2
A Floresta da Tentação (誘いの森, Sasoi no Mori)
- Profundidade: 1351 a 2600 metros
- Tensão de ascensão: forte náusea, dor de cabeça e dormência dos membros.
- Caso um Apito Vermelho desça, nenhuma ajuda será enviada. Tal indivíduo será tratado como suicida. As criaturas tornam-se verdadeiramente perigosas, e sua vegetação, semelhante à tropical e gigantesca. A floresta eventualmente toma a forma de um disco com uma abertura no centro.

A Floresta Invertida (逆さ森, Sakasa-Mori)
- As correntes de ar são extremamente instáveis e os céus são repletos de predadores selvagens. Nesse ponto foi construída a Seeker Camp (監視基地, Kanshi Kichi (Shīkā Kyanpu); Acampamento dos Buscadores) para servir de ponto de descanso para os exploradores, também servindo de moradia para Ōzen - a Imóvel, um dos lendários Apitos Brancos.

Camada 3
A Grande Queda(/Grande Falha,dependendo da tradução) (大断層, Dai-dansou)
- Profundidade: 2601 a 7000 metros
- Tensão de ascensão: vertigem combinada a alucinações visuais e auditivas.
- Precipício de mais de quatro mil metros, sendo uma área de difícil travessia. Inúmeros métodos foram implementados por muitos, como auxílio na descida. Predadores alados são comuns nessa região.

Camada 4
O Cálice dos Gigantes (巨人の盃, Kyojin no Sakazuki)
- Profundidade: 7001 a 12000 metros
- Tensão de ascensão: dor intensa por todo o corpo, tontura provocada por dores e sangramento interno e externo por todo o corpo.
- Uma estranha e úmida floresta de vinhas extremamente fortes que se entrelaçam formando discos côncavos que capturam a umidade do ar. Somente os Apitos Negros ou superiores podem chegar lá.

O Jardim da Fortuna Eterna (トコシエコウの群生地, Tokoshiekou no Gunseichi)
- Encontrado à marca de nove mil metros, um local coberto pelas flores consideradas marca registrada do Abismo.

Camada 5
O Mar dos Corpos (なきがらの海, Nakigara no Umi)
- Profundidade: 12000 a 13000 metros
- Tensão de ascensão: perda sensorial total, confusão e autoferimento.
- Domínio dos Apitos Brancos. Provavelmente a camada mais fina do Abismo com mil metros de profundidade, porém, a mais ampla, com tamanho aproximado de dez vezes a extensão da cidade de Orth. Ela consiste primariamente de um gigantesco mar suportado por uma densa camada de lama. Caso se deseje atravessar para a próxima camada, é necessário mergulhar ou descer uma queda d’água. Deve-se ter cuidado, no entanto, pois a água está repleta de criaturas perigosas. Esta é a última camada de onde se é possível retornar vivo e intacto. Idofront (イドフロント, Idofuronto), um antigo sítio existente, é atualmente base para o laboratório de Bondrewd e sua equipe, servindo como ponto de acesso à próxima camada.

Camada 6
A Capital dos Sem Retorno (還らずの都, Kaerazu no Miyako)
- Profundidade: 13000 a 15500 metros
- Tensão de ascensão: perda da humanidade ou morte.
- Quando um Apito Branco desce à esta camada, denomina-se de “a última descida", pois jamais retornarão. Um humano que tente retornar vindo desta camada pode vir a morrer ou transmutar de tal forma que se torne irreconhecível, ficando conhecidos como sequelados (成れ果て, narehate). Exemplo de um "sequelado" é o/a Nanachi. Em Orth, há ainda um rumor sobre uma Cidade Dourada adormecida no fundo do Abismo.

Camada 7
O Vórtice Final (最果ての渦, Saihate no Uzu)
- Profundidade: mais de 15500 metros
- Tensão de ascensão: morte certa.
- A última camada conhecida do Abismo. Pouco se sabe a seu respeito sendo, por isso, material de diversos rumores. Alguns Apitos Brancos afirmam que visto de cima, é possível identificar algo com formato de um anel.

Camada 8
O Ponto Mais Profundo (奈落の底, Naraku no Soko)
- Profundidade: aproximadamente 20000 metros
- Tensão de ascensão: (desconhecida)
- Detalhes desconhecidos. Ninguém nunca alcançou este espaço, no entanto, existem teorias de que se trata de um lugar com mais de vinte mil metros de profundidade.

### Lista de Apitos
Título conferido aos aventureiros e exploradores do Abismo, pode ser encarado como símbolo da coragem e do espírito explorador dos indivíduos que os recebem, concedendo a eles prestígio e acesso a áreas mais profundas.
Os sinos e apitos até a cor preta possuem cada qual um formato e desenho padrão. E, embora os materiais utilizados para a confecção desses objetos sejam comuns, o mesmo não ocorre com o apito branco, que se difere dos demais em todos os aspectos. Possuindo um formato exclusivo para cada explorador, seu material também é especial, sendo construído a partir de artefatos do Abismo.
Enquanto vivos, os apitos são normalmente utilizados por seus donos pendurados no pescoço por um cordão. No caso da morte de Apitos Brancos, é costume que sejam entregues aos parentes mais próximos e, na ausência destes, confiados à guilda.
- Sino: Entregue aos aspirantes a exploradores, mas que ainda não fizeram sua primeira expedição.
- Apito Vermelho: Ao aprenderem o básico de sobrevivência e exploração, os aprendizes recebem seu apito e saem para sua primeira expedição ao Abismo, tendo permissão de descerem até quatrocentos e cinquenta metros na primeira camada.
- Apito Azul: Ao adquirirem maior experiência e condições físicas para enfrentarem criaturas maiores, recebem o Apito Azul, ganhando permissão para descer até a segunda camada. Apitos deste nível são concedidos somente a maiores de quinze (15) anos.
- Apito da Lua: Exploradores que ultrapassam as habilidades de um Apito Azul podem se tornar instrutores. Proficientes exploradores, e tendo adquirido extenso conhecimento sobre o Abismo, os Apitos da Lua podem descer até a terceira camada em segurança, fazendo deles ótimas referências para os jovens Apitos Vermelhos.
- Apito Preto: Os especialistas. Exploradores extremamente talentosos que dominaram as técnicas de exploração, podendo descer até a quarta camada. Por vezes, estes participam de expedições como subordinados dos Apitos Brancos.
- Apito Branco: Considerados os melhores dentre os exploradores, uma vez alcançado esse nível, não existem limitações de exploração do Abismo. Contudo, devido aos efeitos extremos da maldição a partir da sexta camada, eles se mantém acima dela. Os Apitos Brancos são aqueles que mudaram o mundo com suas descobertas, sendo extremamente raros. Cada um recebe um título de acordo com sua característica única, juntamente com um apito confeccionado exclusivamente para sua utilização a partir de artefatos do Abismo, sendo impossíveis de se forjar. Os apitos brancos funcionam apenas com seu dono.

### Lista de termos
A série introduz diversas palavras e termos que são utilizados por toda a história tornando importante seu conhecimento para compreensão dos eventos. No entanto, algumas delas se destacam nesse meio, seja pela sua ocorrência, significado ou importância dentro da história.
- Aubade (オーバード, Ōbādo):[nota 5] a palavra é utilizada com o significado de “tesouro supremo do submundo”.
- Correio Balão (電報船, Denpōsen): meio de correspondência e transporte de pequenos itens entre os exploradores e a superfície. O gás utilizado para o balão flutuar é produzido por uma pequena semente. Devido às condições únicas existentes em cada camada, as dificuldades e probabilidades de tais balões alcançarem a superfície são mínimas. Ao chegar próximo à superfície, as sementes são barradas por algum tipo de campo invisível do Abismo, o que impede o balão de se perder na atmosfera.
- Doença do aniversário (誕生日に死ぬ病, Tanjōbi ni shinu yamai): uma misteriosa doença que aflige as pessoas em seu aniversário levando-as à morte. Sabe-se que até o momento cinco pessoas foram vítimas desse mal.
- Esqueletos em oração (お祈りガイコツ, Oinori-gaikotsu): corpos mumificados de habitantes de uma antiga civilização encontrados em posição de oração (mãos unidas em prece). Estes corpos são encontrados em todas as camadas e curiosamente seguem um padrão de ciclo de datação de dois mil anos entre si.
- Exploradores de cavernas (探窟, Tankutsu): nome dado aos indivíduos destemidos que, em busca de prestígio e aventuras, se dispõem a enfrentar os perigos do Abismo.
- Fortuna Eterna (トコシエコウ, Tokoshiekou): ou Flor da Resiliência (不屈の花, Fukutsu no Hana), é o nome dado à flor de pétalas brancas e extremamente resistente que se espalha tanto na superfície quanto no Abismo. Esta flor é o símbolo da cidade de Orth. Muito utilizada nas celebrações tanto comemorativas quanto em funerais. No Abismo, ela é frequentemente vista como ingrediente culinário ou tempero. O apito de Lyza traz uma flor de Fortuna Eterna gravada na parte superior.
- Maldição do Abismo (アビスの呪い, Abisu no Noroi; ou tensão de ascensão): fenômeno que atinge os indivíduos que trilham o caminho de volta à superfície. Como os casos de sobreviventes aos sintomas dos níveis mais baixos são raros, ficou popularmente conhecido por maldição. Sintomas reportados por camada: 1.ª camada: tontura leve e náusea. 2.ª camada: forte náusea, dor de cabeça e dormência dos membros. 3.ª camada: vertigem combinada a alucinações visuais e auditivas. 4.ª camada: dor intensa por todo o corpo, tontura provocada por dores e sangramento interno e externo por todo o corpo. 5.ª camada: perda sensorial total, confusão e autoferimento. 6.ª camada e além: perda da humanidade ou morte. 7.ª camada: morte certa.
- Sequelado (成れ果て, narehate): indivíduos que foram afetados pelos efeitos da tensão de ascensão da sexta camada e que sobreviveram a eles. Porém, ao custo da perda de sua forma e mente humana.
- Rumor do Abismo (アビスの噂, Abisu no Uwasa): mensagens que alcançam a superfície provenientes de indivíduos que não são Apitos Brancos. Por não se tratar de um Apito Branco, são consideradas fontes não confiáveis, presumindo-se que tenham sido consumidas pela loucura dada a força da Maldição do Abismo.
- Vozes do Abismo (アビスの声, Abisu no Koe): mensagens que alcançam a superfície provenientes de Apitos Brancos. Somente as suas mensagens são consideradas verdadeiras e confiáveis.

## Mídias

### Mangá
Serializada na revista online japonesa Web Comic Gamma desde agosto de 2012, a obra segue com seus capítulos mais recentes sendo publicados em japonês e disponibilizados para leitura gratuita na plataforma. O serviço ainda libera, para aqueles que não conhecem o título, os primeiros e mais antigos capítulos no mesmo padrão. Com o sucesso da série, a editora Takeshobo reuniu seus capítulos, compilando-os em volumes tankōbon para distribuição em 31 de julho de 2013.
Em 2017, e com a série preparando-se para o lançamento de seu sexto volume, a editora lançou simultaneamente uma antologia intitulada "Made in Abyss Kōshiki Anthology: Doshigataki Tankutsu-tachi" (メイドインアビス公式アンソロジー　度し難き探窟家たち, Meido in Abisu Kōshiki Ansorojī: Doshigataki Tankutsu-tachi), contendo quatro ilustrações e quinze histórias bem-humoradas sobre o universo de Made in Abyss por diferentes artistas.
E, em julho de 2018, a editora brasileira NewPOP anunciou o licenciamento do título, dando início à sua publicação no mesmo mês.
Antologia
| N.º | Título | Data de lançamento  | ISBN              |
| --- | --- | ------------------- | ----------------- |
| 01 | Made in Abyss Kōshiki Ansorojī: Doshigataki Tankutsu-tachi (メイドインアビス公式アンソロジー 度し難き探窟家たち) | 29 de julho de 2017 | 978-48-0196-012-1 |
| \| - 001. Waku-waku! Abisu Ikimono-zukan (わくわく！アビスいきものずかん) - 002. Naraku no Kodomo-tachi (奈落の子どもたち) - 003. Nanachi ko Nanachi (ナナチコナナチ) - 004. M1 Anbishasu (M１あんびしゃす) - 005. Riko no Heya (リコの部屋) - 006. Bōkensha no Kyūsoku (冒険者たちの休息) - 007. Idomu Mono-tachi (挑む者たち) - 008. Tabi no Shitaku (旅の支度) \| - 009. Hasshu Ritoru Beibī (ハッシュリトルベイビー) - 010. Honobono Abisu Benri (ほのぼのアビス便り) - 011. Bōken no Kobanashi (冒険の小話) - 012. Daisuki Oshi-sama (だいすきお師さま) - 013. Nanachi, Sono Fuku Arawasete! (ナナチ、その服洗わせて！) - 014. Tokuten-zuki Seizon Kunren (特典付き生存訓練) - 015. Mofurareshi Mono-tachi (もふられし者たち) \| | |                     |                   |
| - 001. Waku-waku! Abisu Ikimono-zukan (わくわく！アビスいきものずかん) - 002. Naraku no Kodomo-tachi (奈落の子どもたち) - 003. Nanachi ko Nanachi (ナナチコナナチ) - 004. M1 Anbishasu (M１あんびしゃす) - 005. Riko no Heya (リコの部屋) - 006. Bōkensha no Kyūsoku (冒険者たちの休息) - 007. Idomu Mono-tachi (挑む者たち) - 008. Tabi no Shitaku (旅の支度) | - 009. Hasshu Ritoru Beibī (ハッシュリトルベイビー) - 010. Honobono Abisu Benri (ほのぼのアビス便り) - 011. Bōken no Kobanashi (冒険の小話) - 012. Daisuki Oshi-sama (だいすきお師さま) - 013. Nanachi, Sono Fuku Arawasete! (ナナチ、その服洗わせて！) - 014. Tokuten-zuki Seizon Kunren (特典付き生存訓練) - 015. Mofurareshi Mono-tachi (もふられし者たち) |                     |                   |

Lista de mangás
| - 001. Ōana no Machi Ōsu (大穴の街オース) - 002. Ki Sumai no Kaseki-gun (樹住まいの化石群) - 003. Moto Shioki-Beya, Riko Shishitsu (元仕置き部屋、リコ私室) - 004. Beruchero Kojiin (ベルチェロ孤児院) | - 005. Fukkatsu-sai (復活祭) - 006. Yochō (予兆) - 007. Shuppatsu Zen'ya (出発前夜) - 008. Itte Kimasu! (いってきます!) |

| - 009. Shinkai Issō Abisu no Fuchi (深界一層 アビスの淵) - 010. Shinkai Nisō Sasoi no Mori (深界二層 誘いの森) - 011. Kasō-hō (火葬砲) - 012. Nisō Saikabu Sakasa Mori (二層最下部 逆さ森) | - 013. Kanshi Kichi (監視基地) - 014. Noroi Yoke no Kago (呪い除けの籠) - 015. Fudō Kyō (不動卿) - 016. Rokudenashi no Kyōju-hō (ろくでなしの教授法) |

| - 017. Seizon Kunren (生存訓練) - 018. Shinkai Sanzō Dai Dansō (深界三層 大断層) - 019. Doku to Noroi (毒と呪い) - 020. Nanachi (ナナチ) | - 021. Regu no Kioku (レグの記憶) - 022. Noroi no Shōtai (呪いの正体) - 023. Osorubeki Jikken (恐るべき実験) - 024. Tamashī no Kaihō (魂の解放) |

| - 025. Yami Kara no Seikan (闇からの生還) - 026. Aratanaru Sutāto (新たなるスタート) - 027. Kin-iki no Hanabatake (禁域の花畑) - 028. Roku-sō e no Iriguchi (六層への入り口) | - 029. Unmei no Saikai (運命の再会) - 030. Omoigakenu Kiki (思いがけぬ危機)) - 031. Zetsubō to Kibō (絶望と希望) - 032. Gekitō no Hate (激闘の果て) |

| - 033. Kamen no Shōtai (仮面の正体) - 034. Gyakushū (逆襲) - 035. Kioku no Kondaku (記憶の混濁) | - 036. Reimei no Hakoniwa (黎明の箱庭) - 037. Yoake no Hana (夜明けの花)) - 038. Idomu Monotachi (挑む者たち) |

| - 001. Regu (レグ) - 039. Kaerazu no Miyako (還らずの都) - 040. Narehateshi Inochi (成れ果てし命) - 041. Kachi no Seisan (価値の精算) | - 042. Narehate Hime (成れ果て姫) - 002. Mio (ミオ)) - 003. Jiruo (ジルオ) |

| - 043. Semari Kuru Kiki (迫り来る危機) - 044. Narehate Shokudō (成れ果て食堂) - 045. Torawareshi Mono (囚われし者) | - 046. Yobikomi (呼び込み) - 047. Mura no Himitsu (村の秘密)) |

| - 048. Subete no Hajimari (全ての始まり) - 049. Ōgonkyō (黄金郷) | - 050. Yokubō no Yōran to Noroi (欲望の揺籃と呪い) - 051. Negai no Katachi (願いの形) |

| - 52. Faputa no Yakusoku (ファプタの約束) - 53. Hōkai no Jokyoku (崩壊の序曲) | - 54. Hirou mono Subete (拾うものすべて) - 55. Faputa to Regu (ファプタとレグ) |

| - 56. Okurimono (贈り物) - 57. Kachi (価値) - 58. Hi no Michi e (火の道へ) | - 59. Atatakai Yami (温かい闇) - 60. Kogane (黄金) |

| - 61. Doko ni demo Ikeru (どこにでも行ける) - 62. Uta no Basho (歌の場所) | - 63. Juso sendan - Purorōgu (呪詛船団・プロローグ) |

| - 64. Jūsō (獣相) - 65. Tada Naka ni Iru (ただ中にいる) | - 66. Saikasō (最下層) |

| - 67. Tamashī no ari ka (魂のありか) - 68. Kacchaba (Zenpen) (渦中厄場 (前編)) | - 69. Kacchaba (Kōhen) (渦中厄場 (後編)) - 006. Hau Ā Yū Doko ka Riko (ハワユードコカリコ) |

### Anime
A história de Made in Abyss recebeu uma adaptação para anime pelo estúdio Kinema Citrus, sendo exibida nos canais japoneses AT-X, Tokyo MX, TV Aichi, Sun TV, KBS Kyoto, TVQ, Saga TV e BS11 entre 7 de julho e 29 de setembro de 2017. A série foi dirigida por Masayuki Kojima e escrita por Hideyuki Kurata, contando com um total de treze episódios, sendo o último deles um especial com (1) uma hora de duração. Também participaram deste trabalho Kazuchika Kise, como desenhista de personagens (character design), e o músico australiano Kevin Penkin, na composição da trilha sonora. Pouco tempo depois do final da primeira temporada, durante o evento Deep in Abyss Katari (Deep in アビス語り, Deep in Abisu Katari), em 26 de novembro de 2017, foram anunciados planos para a continuação da série de televisão.
Na América, o anime chegou licenciado pela Sentai Filmworks sendo exibido em formato simulcast para acompanhamento simultâneo da transmissão japonesa, através do serviço de streaming da Amazon, o Anime Strike. Outras regiões, fora dos Estados Unidos, puderam contar com a série através da HIDIVE.
Especiais
Em março de 2018, o estúdio anunciou, no website oficial do anime, o lançamento de dois filmes contendo compilações dos episódios da série de televisão. O primeiro, intitulado Made in Abyss: Tabidachi no Yoake (劇場版総集編【前編】メイドインアビス 旅立ちの夜明け, Meido in Abisu: Tabidachi no Yoake), foi lançado em 4 de janeiro de 2019 (englobando os episódios 1-8 com uma pequena introdução contendo cenas inéditas) e o segundo Made in Abyss: Hōrō Suru Tasogare (劇場版総集編【後編】メイドインアビス 放浪する黄昏, Meido in Abisu: Hōrō Suru Tasogare) foi lançado em 18 de janeiro de 2019 (englobando os episódios 9-13).
Lista de episódios
| Núm. | Episódios                                                         | Direção         | Roteiro         | Exibição original      |
| ---- | ----------------------------------------------------------------- | --------------- | --------------- | ---------------------- |
| 01   | "A Cidade do Grande Fosso (大穴の街, Ōana no Machi)"              | Hitoshi Haga    | Hideyuki Kurata | 7 de julho de 2017     |
| 02   | "Festival da Ressurreição (復活祭, Fukkatsu-sai)"                 | Satoshi Mori    | Hideyuki Kurata | 14 de julho de 2017    |
| 03   | "Partida (出発, Shuppatsu)"                                       | Sun Hi Son      | Hideyuki Kurata | 21 de julho de 2017    |
| 04   | "A Borda do Abismo (アビスの淵, Abisu no Fuchi)"                  | Shinya Iino     | Keigo Koyanagi  | 28 de julho de 2017    |
| 05   | "Incinerador (火葬砲, Kasō Hō)"                                   | Toshiharu Kudō  | Keigo Koyanagi  | 28 de julho de 2017    |
| 06   | "Acampamento dos Buscadores (監視基地, Shīkā Kyanpu)"             | Hitoshi Haga    | Keigo Koyanagi  | 4 de agosto de 2017    |
| 07   | "A Soberana Imóvel (不動卿, Fudō Kyō)"                            | Shinya Iino     | Hideyuki Kurata | 18 de agosto de 2017   |
| 08   | "Treino de Sobrevivência (生存訓練, Seizon Kunren)"               | Shinya Iino     | Hideyuki Kurata | 25 de agosto de 2017   |
| 09   | "A Grande Queda (大断層, Dai Dansō)"                              | Hitoshi Haga    | Hideyuki Kurata | 01 de setembro de 2017 |
| 10   | "Veneno e Maldição (毒と呪い, Doku to Noroi)"                     | Sun Hi Son      | Keigo Koyanagi  | 08 de setembro de 2017 |
| 11   | "Nanachi (ナナチ, Nanachi)"                                       | Toshiharu Kudō  | Keigo Koyanagi  | 15 de setembro de 2017 |
| 12   | "A Verdadeira Natureza da Maldição (呪いの正体, Noroi no Shōtai)" | Masayuki Kojima | Keigo Koyanagi  | 22 de setembro de 2017 |
| 13   | "Os Desafiantes (挑む者たち, Idomu Monotachi)"                    | Satoshi Mori    | Hideyuki Kurata | 29 de setembro de 2017 |

### Trilha sonora
Tema de abertura (OP)
- Abertura 1: "Deep in Abyss" - Riko (Miyu Tomita) & Reg (Mariya Ise)[27]

Tema de encerramento (ED)
- Encerramento 1: Tabi no Hidarite, Saihate no Migite (旅の左手、最果ての右手, Tabi no Hidarite, Saihate no Migite) - Riko (Miyu Tomita) & Reg (Mariya Ise) (episódios: 2-9)[27]
- Encerramento 2: Tabi no Hidarite, Saihate no Migite (旅の左手、最果ての右手, Tabi no Hidarite, Saihate no Migite) - Riko (Miyu Tomita), Reg (Mariya Ise) e Nanachi (Shiori Izawa) (episódios: 10-12)[27]

Música de cena
- "Hanezeve Caradhina" - Kevin Penkin com participação de Takeshi Saito[28]
- "Underground River" - Kevin Penkin com participação de Raj Ramayya[28]

Álbuns
- Made in Abyss (Anime) Original Soundtrack - Kevin Penkin[27]
  - A faixa 23 do disco 1 (um), Hazevene Caradhina, foi cantada em uma língua ficcional. De acordo com o compositor Kevin Penkin, trata-se de uma língua inventada com a intenção de deixá-la livre para interpretações individuais.[29]
  - Em entrevista ao Anime News Network, o músico comenta ter recebido os quatro primeiros volumes do mangá da série para servir de inspiração na composição da trilha sonora. Além dos livros da série, o artista também teve acesso a diversos materiais como desenhos dos cenários e arte conceitual.[30][31]
- Deep in Abyss - Riko (Miyu Tomita) & Reg (Mariya Ise)[27]
- Tabi no Hidarite, Saihate no Migite (旅の左手、最果ての右手) - Riko (Miyu Tomita), Reg (Mariya Ise) e Nanachi (Shiori Izawa)[27]

Disco de vinil
- Um projeto de financiamento coletivo, ou crowdfunding, foi realizado através do site Qrates para o lançamento da trilha sonora do anime em formato de disco de vinil. Ele esteve ativo no período de 6 de novembro a 6 de dezembro de 2017, tendo sido limitado a quinhentas cópias. Um vídeo apresentando os bastidores de sua gravação foi disponibilizado no site do projeto.[32]

### Rádioweb
Radio In Abisu ~Riko to Nanachi no Tankutsu Radio (ラジオインアビス 〜リコとナナチの探窟ラジオ〜, Radio In Abisu ~Riko to Nanachi no Tankutsu Radio) esteve no ar entre 3 de setembro a 23 de outubro de 2017 no website da Onsen Radio (温泉ラジオ, Onsen Radio), uma página de web rádios de animes, jogos,  seiyū (声優, seiyū; dubladores japoneses) e temas relacionados. O programa seguiu uma agenda quinzenal, sendo transmitido às segundas-feiras. Este contou com a participação das seiyū Miyu Tomita (Riko) e Mariya Ise (Reg). Com o anúncio de dois novos filmes contendo as compilações da série de televisão, o programa foi renovado, retornando em 12 de novembro de 2018 na forma de um episódio especial, dessa vez, com a inclusão da seiyū Shiori Izawa (Nanachi). Em 24 de dezembro de 2018, outro episódio foi transmitido, contando com um bloco especial disponível somente a ouvintes premium (pagantes).

## Made in Abyss: obra e adaptação
Concepção
Com uma experiência acumulada de cerca de dez anos no ramo de desenvolvimento de jogos, Akihito encontra nas séries de fantasia sua especialidade. Este conhecimento mostrou-se muito útil na criação de sua obra. Planejando uma história onde pudesse utilizar elementos de aventura aliados a um universo “ao alcance de seus pés”, o mangaká encontra inspiração na combinação de ideias de diferentes origens. Citada como uma de suas fontes, a mangaká, Hiromu Arakawa, é famosa pela série Fullmetal Alchemist. Seu trabalho, Gin no Saji, serve então de influência na formação da visão que Akihito aplicaria à sua futura criação. É através de tal obra que ele percebe os mistérios e maravilhas em atividades da vida real, sem a necessidade de se recorrer a magias. Mas é em uma visita ao museu que Akihito, ao observar uma exibição de uma árvore, tem sua atenção despertada para a existência de um microcosmos em seu interior, o que acaba por se tornar na inspiração para a criação do conceito do abismo.
Adaptação
Desde o início de sua serialização Akihito publica na revista Web Comic Gamma ao ritmo de um volume ao ano. Por volta de abril de 2015, e já tendo produzido quatro volumes, o mangaká é abordado pelo produtor do estúdio Kinema Citrus, Muneki Ogasawara, para discutir planos para uma adaptação em anime. Incerto sobre a proposta, Akihito discute todos os aspectos envolvidos que o preocupam. Apesar de apresentar uma arte de características infantis, com personagens de feições arredondadas, seu conteúdo, direcionado ao público seinen, possui diversas cenas difíceis de serem transportadas para a versão animada, consideradas muito fortes. Durante a discussão, o autor chega à conclusão de que a série animada corre o risco de contar com não mais que cinco minutos dadas as muitas cenas impróprias. Devido ao contraste propiciado pela diferença entre arte e conteúdo, o mangaká reflete se isso será capaz de amenizar o desconforto do público. Outro ponto de preocupação para Akihito está relacionado ao ritmo de suas publicações impressas. Ciente de que, com a popularização da série, será necessário redobrar a atenção com a regularidade de suas publicações, além do aumento das exigências de sua audiência, o autor pondera sobre as consequências futuras em seu trabalho. Por fim, apesar das dificuldades previstas, acaba decidindo por aceitar sua adaptação, tomando o cuidado de participar de sua produção.
Influências
Seu envolvimento no processo de produção do anime permitiu-lhe influenciar alguns aspectos da adaptação. Tal pode ser visto na cena final do último episódio da primeira temporada do anime na forma de uma mensagem pelo correio balão, resultado da sugestão de Akihito. Mas a influência demonstra ser um caminho de duas vias, pois para o autor, o trabalho de adaptação acaba por ter um certo efeito sobre suas futuras ideias, ajudando-o também a ampliar sua visão sobre sua própria criação tornando-a mais completa. Em fases iniciais de concepção do anime, e durante uma conversa sobre o funcionamento do mundo de Abyss, Akihito conta ter sido levantada a questão a respeito do combustível utilizado na história para manter a cidade de Orth. Sua resposta inicial foi a de que a cidade empregaria a madeira, dada a abundância na região. Porém, a equipe o faz perceber que, uma cidade do tamanho de Orth acabaria por consumir toda a vegetação existente em pouco mais que alguns anos. Isso o conduz para a criação de um artefato capaz de gerar calor para a produção de energia. Outro ponto citado pelo autor está na adaptação de sua própria arte para o anime. Akihito conta como o trabalho de Kazuchika Kise, responsável pelo desenho dos personagens (character designer), acaba mostrando a ele os limites e potenciais de seu próprio estilo de desenho, quando admira a maneira como ela representa os personagens adultos ainda usando a forma arredondada de feições.

## Recepção
Made in Abyss foi bem recebido pelo público japonês, primeiramente, ao ser compilado em volumes tankōbon e ganhando, poucos anos depois, uma adaptação para versão animada. A comprovação de seu bom desempenho se dá através do licenciamento da série para exibição simultânea à japonesa, pela empresa Sentai Filmworks, que adquire os direitos dela para a América.
Após o término da primeira temporada do anime, o mangá é indicado ao Grande Prêmio de Mangá (Manga Taishō), em 22 de março de 2018, onde concorre com outras obras com menos de oito volumes publicados. Embora não termine como o vencedor do prêmio, a série assegura a oitava posição na lista, somando (40) quarenta pontos contra os (86) oitenta e seis do ganhador. Mas é por meio do evento Crunchyroll Anime Awards 2017, realizado pela Crunchyroll, empresa especializada em streaming de vídeos de animes, que sua posição internacional se consolida. No evento, realizado entre os dias 24 e 25 de fevereiro de 2018 no teatro Ricardo Montalban em Los Angeles na Califórnia, foram avaliados os trabalhos de anime e mangá do ano de 2017 em (17) dezessete diferentes categorias. Nele, a obra de Akihito Tsukushi encerra a noite como o grande vencedor recebendo os prêmios para as categorias de Anime do Ano e Melhor Trilha Sonora.